# Giuramento eliastico
Il giuramento eliastico (in greco antico: ἡλιαστικὸς ὅρκος?; heliastikos horkos) era un giuramento prestato dai giurati negli antichi tribunali ateniesi.
Nel discorso di Demostene Contro Timocrate è stato citato il giuramento e, utilizzando citazioni da altri discorsi, possiamo ricostruire le linee principali dello stesso. Il giuramento veniva fatto nei nomi di Zeus, Apollo e Demetra. Alla fine del giuramento, il giurato pronunciava una maledizione contro se stesso se avesse infranto il suo giuramento. Tuttavia, il voto in tribunale era segreto, quindi un giurato non poteva essere accusato di aver infranto il giuramento. Tuttavia, avrebbe potuto subire una punizione divina per aver infranto il giuramento.

## Giuramento
"Esprimo il mio voto in consonanza con le leggi e con i decreti approvati dall'Assemblea e dal Consiglio, ma, se non c'è legge, in consonanza con il mio senso del più giusto, senza favore né inimicizia. Voterò solo sulle questioni sollevate nell'accusa e ascolterò con imparzialità sia gli accusatori che i difensori." 
Il filologo tedesco Max Fränkel (1846 - 1903) ricostruì l'intero giuramento come segue: "Voterò secondo le leggi e i voti del Demos degli Ateniesi e del Consiglio dei Cinquecento, e su questioni per le quali non esistono leggi, dal più giusto intendimento, e per amore né di favore né di inimicizia. E voterò proprio sulle questioni di cui si occupa l'accusa, e ascolterò sia gli accusatori che gli imputati, entrambi allo stesso modo. Giuro queste cose su Zeus, Apollo e Demetra, e potrei avere molte cose buone se lo giuro bene, ma distruzione per me e la mia famiglia se lo rinnego."